# Tiago Pagnussat
Tiago Pagnussat (* 17. Juni 1990 in São Jorge d’Oeste) ist ein brasilianischer Fußballspieler. Der Rechtsfuß wird in der Innenverteidigung eingesetzt.

## Karriere
Tiago startete seine Laufbahn in der Jugendmannschaft von Criciúma EC. Bei diesem stand er 2010 in der Staatsmeisterschaft von Santa Catarina im Kader der Profimannschaft, kam aber zu keinem Einsatz. Nach verschiedenen Wechseln kam der Spieler 2014 zu Atlético Mineiro. Bei diesem bestritt er am 25. Oktober 2014 sein erstes Série A Spiel. Gegen Sport Recife spielte er von Beginn an und erzielte in dem Spiel auch sein erstes Erstligator. Zur Meisterschaftsrunde 2016 wurde Tiago an den EC Bahia in die Série B ausgeliehen. Im März 2017 übernahm Bahia 50 % der Anteile an dem Spieler von Mineiro.
Am 23. Januar 2019 gab der CA Lanus aus Argentinien die Leihe von Tiago bekannt. Seinen ersten Einsatz für Lanus bestritt Tiago in der Primera División. Am 8. Februar 2019, dem 18. Spieltag der Saison 2018/19, im Heimspiel gegen Gimnasia y Esgrima La Plata, wurde er in der 90. Minute eingewechselt. In der Folge stand er bis Anfang Mai sechs Mal in der Meisterschaft, einen im Copa Argentina und drei in der Copa de la Superliga (keine Tore). Danach kam Tiago bis Jahresende zu keinen Spielen für den Klub mehr.
Zur Saison 2020 wurde Tiago für zwei Jahre an den Ceará SC ausgeliehen. In seiner ersten Saison bei Ceará bestritt Tiago 46 Spiele (zwei Tore). Sieben in der Staatsmeisterschaft von Ceará (ein Tor), vier in der Copa do Nordeste, sieben im Copa do Brasil 2020 (zwei Tore) und 28 in der Série A 2020 (ein Tor). Die Copa do Nordeste konnte im August gegen den EC Bahia gewonnen werden. Anfang 2021 wurde sein Wechsel nach Japan zu Cerezo Osaka bekannt. Aufgrund der COVID-19-Pandemie verzögerten sich die Verhandlungen. Cerezo wollte den Wechsel unbedingt bis zum Ende des Transferfensters abwickeln, auch wenn bis zu dem Zeitpunkt noch kein Visa vorliegen sollte.
Im Januar 2022 wurde bekannt, dass Tiago an den Ligakonkurrenten Nagoya Grampus ausgeliehen. Nach Beendigung der Saison endete die Leihe sowie auch der Kontrakt mit Cerezo. Tiago kehrte daraufhin in seine Heimat zurück und unterzeichnete erneut einen Kontrakt für bis Jahresende 2024 bei Ceará. Bereits zum Jahresanfang 2024 verließ Tiago den Klub und tingelt seitdem durch unterklassige Klubs seiner Heimat.

## Erfolge
Atlético Mineiro
- Copa do Brasil: 2014
- Staatsmeisterschaft von Minas Gerais: 2015

Bahia
- Copa do Nordeste: 2017
- Staatsmeisterschaft von Bahia: 2018

Ceará
- Copa do Nordeste: 2020, 2023